# WTA Tour 2025
WTA Tour 2025, oficiálně Hologic WTA Tour 2025, představuje 52. ročník WTA Tour a 55. ročník nejvyšší úrovně ženského profesionálního tenisu, hraný v roce 2025. Sezóna okruhu trvajícího od 27. prosince 2024 do listopadu 2025 zahrnuje více než padesát turnajů, až na výjimky organizované Ženskou tenisovou asociací (WTA). Počtvrté se titulárním partnerem stala massachusettská společnost Hologic, zaměřující se na lékařskou diagnostiku a technologie v oblasti ženského zdraví.
Okruh zahrnuje čtyři Grand Slamy pořádané Mezinárodní tenisovou federací (ITF), turnaje v kategoriích WTA 1000,  WTA 500, WTA 250 a závěrečný Turnaj mistryň. Součástí sezóny jsou i soutěže družstev, Billie Jean King Cup a United Cup organizovaný ve spolupráci s mužskou Asociací tenisových profesionálů.
Kvůli invazi Ruska na Ukrajinu během února 2022 zůstává v platnosti rozhodnutí řídících organizací tenisu ATP, WTA a ITF s grandslamy o zrušení plánovaných turnajů na území Ruska a vyloučení ruských a běloruských reprezentací ze soutěží včetně týmových turnajů. Ruští a běloruští tenisté mohou nadále na okruzích startovat, ale do odvolání nikoli pod vlajkami Ruska a Běloruska.
Mužskou obdobu ženského okruhu představuje ATP Tour 2025.

## Přehled

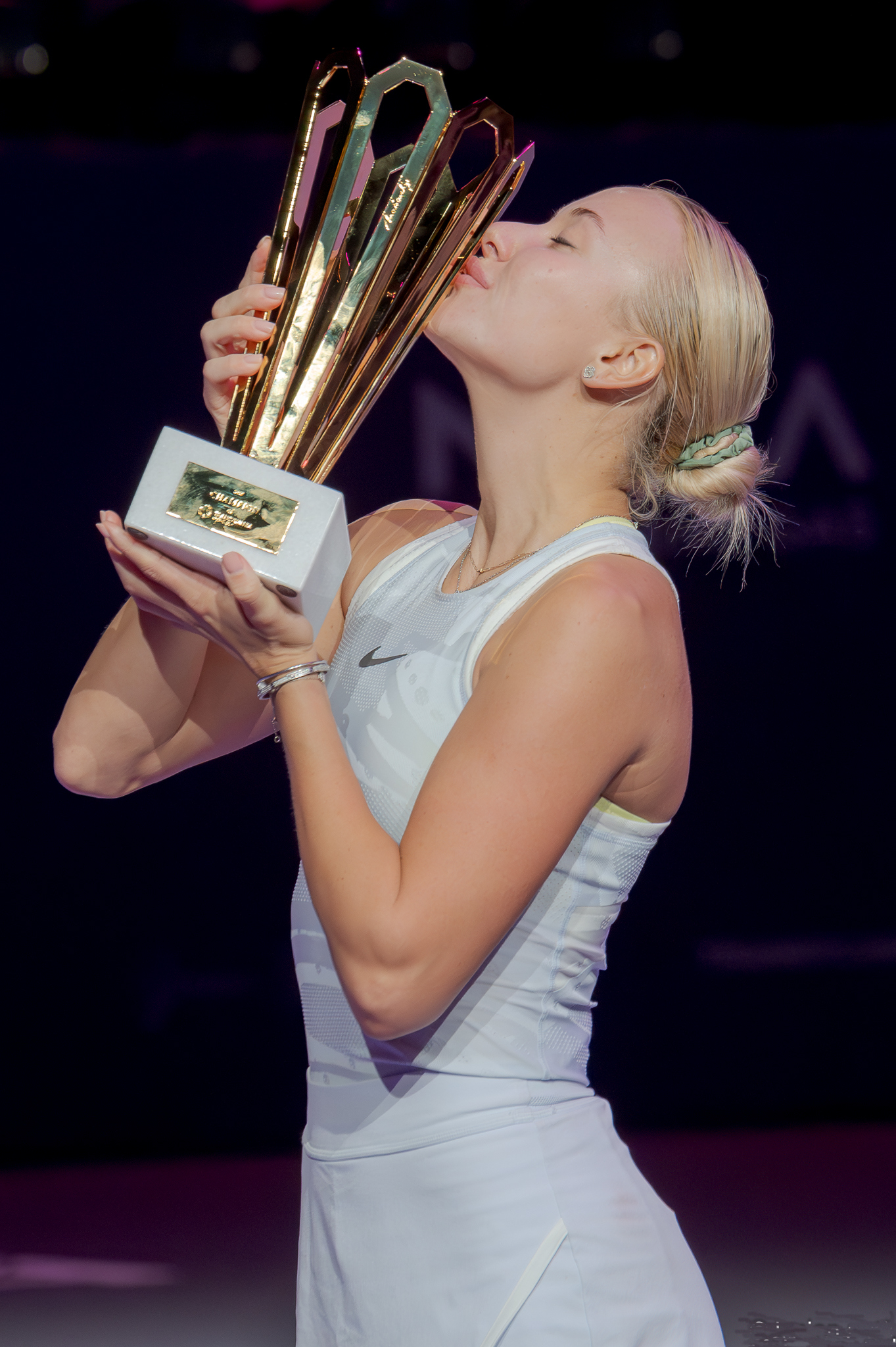
Anastasija Potapovová vyhrála na klužském Transylvania Open třetí singlovou trofej WTA

Na přelomu prosince 2024 a ledna 2025 ročník otevřela týmová soutěž mužů a žen United Cup. V první hrací týden se v rámci australské letní sezóny přidaly Brisbane International a aucklandský ASB Classic. Licence pro úroveň WTA 500 přešla z Eastbourne Open na obnovený Queen's Club Championships, který po skončení Roland-Garros otevřel travnatou sezónu na britských ostrovech. Ženy se do londýnského Queen's Clubu vrátily poprvé od roku 1973, kdy triumfovala Olga Morozovová. Z kalendáře vypadl travnatý Birmingham Open a eastbournská událost byla ponížena do kategorie WTA 250. V Birminghamu klesla ženská polovina do série WTA 125 a městský Edgbaston Priory Club v roce 2025 poprvé hostil společnou akci mužského a ženského challengeru.
V letní antukové sezóně skončil během července Hungarian Grand Prix v Budapešti a tříletou licenci místo něj získal Iași Open v Jasech, hraný již v ročníku 2024 s jednoletou licencí. Tuniský Jasmin Open byl v zářijovém termínu nahrazen brazilským SP Open v São Paulu, které událost WTA přivítalo po 25 letech.
Délka velkých turnajů v Kanadě a Cincinnati z kategorie WTA 1000 byla – stejně jako u mužů – prodloužena z osmi na dvanáct dní, kvůli navýšení z 56 na 96 singlistek. Ženská túra se vrátila do Singapuru, který v letech 2014–2018 hostil Turnaj mistryň. Na přelomu ledna a února přešla licence v úrovni WTA 250 z chuachinského Thailand Open na halový Singapore Tennis Open. Dějištěm se stal pro turnaj postavený areál Kallang Tennis Hub s dvanácti venkovními a sedmi halovými dvorci, otevřený v dubnu 2024.
Mexický Mérida Open, původně plánovaný na přelom října a listopadu 2025, byl povýšen do úrovně WTA 500 a přesunut do února namísto zrušeného San Diego Open, z něhož se stal mužský challenger. Dubnový Charleston Open se stal vůbec prvním antukovým turnajem na túře WTA, který použil technologii elektronického čárového rozhodčího.

## Chronologický přehled turnajů
Chronologický přehled uvádí turnajovou listinu okruhu WTA Tour 2025 včetně dějiště, počtu hráček, povrchu, kategorie a celkové dotace.
Legenda
Tabulky měsíců uvádí vítězky a finalistky dvouhry i čtyřhry a dále pak semifinalistky a čtvrtfinalistky dvouhry. Zápis –D/–Q/–Č/–X uvádí počet hráček dvouhry/hráček kvalifikace dvouhry/párů čtyřhry/párů mixu, (ZS) – základní skupina.
| Grand Slam     |
| Turnaj mistryň |
| WTA 1000       |
| WTA 500        |
| WTA 250        |
| Týmové soutěže |

### Leden
| Týden od            | Turnaj | Vítězky                                                  | Finalistky                                | Semifinalistky                         | Čtvrtfinalistky                                                              |
| ------------------- | --- | -------------------------------------------------------- | ----------------------------------------- | -------------------------------------- | ---------------------------------------------------------------------------- |
| 30. prosince        | United Cup Perth, Sydney, Austrálie United Cup tvrdý – 5 585 000 $ – 18 týmů                                   | Spojené státy 2–0                                        | Polsko                                    | Kazachstán Česko                       | Německo Velká Británie Čína Itálie                                           |
| 30. prosince        | Brisbane International Brisbane, Austrálie WTA 500 tvrdý – 1 520 600 $ – 48D/24Q/16Č dvouhra • čtyřhra         | Aryna Sabalenková 4–6, 6–3, 6–2                          | Polina Kuděrmetovová                      | Mirra Andrejevová Anhelina Kalininová  | Marie Bouzková Ons Džabúrová Ashlyn Kruegerová Kimberly Birrellová           |
| 30. prosince        | Brisbane International Brisbane, Austrálie WTA 500 tvrdý – 1 520 600 $ – 48D/24Q/16Č dvouhra • čtyřhra         | Mirra Andrejevová Diana Šnajderová 7–6(8–6), 7–5         | Priscilla Honová Anna Kalinská            | Mirra Andrejevová Anhelina Kalininová  | Marie Bouzková Ons Džabúrová Ashlyn Kruegerová Kimberly Birrellová           |
| 30. prosince        | ASB Classic Auckland, Nový Zéland WTA 250 tvrdý – 275 094 $ – 32D/24Q/16Č dvouhra • čtyřhra                    | Clara Tausonová 4–6, 0–0skreč                            | Naomi Ósakaová                            | Robin Montgomeryová Alycia Parksová    | Madison Keysová Bernarda Peraová Katie Volynetsová Hailey Baptisteová        |
| 30. prosince        | ASB Classic Auckland, Nový Zéland WTA 250 tvrdý – 275 094 $ – 32D/24Q/16Č dvouhra • čtyřhra                    | Ťiang Sin-jü Wu Fang-sien 6–3, 6–4                       | Aleksandra Krunićová Sabrina Santamariová | Robin Montgomeryová Alycia Parksová    | Madison Keysová Bernarda Peraová Katie Volynetsová Hailey Baptisteová        |
| 6. ledna            | Adelaide International Adelaide, Austrálie WTA 500 tvrdý – 1 064 510 $ – 30D/24Q/16Č dvouhra • čtyřhra         | Madison Keysová 6–3, 4–6, 6–1                            | Jessica Pegulaová                         | Julia Putincevová Ljudmila Samsonovová | Ashlyn Kruegerová Diana Šnajderová Darja Kasatkinová Emma Navarrová          |
| 6. ledna            | Adelaide International Adelaide, Austrálie WTA 500 tvrdý – 1 064 510 $ – 30D/24Q/16Č dvouhra • čtyřhra         | Kuo Chan-jü Alexandra Panovová 7–5, 6–4                  | Beatriz Haddad Maiová Laura Siegemundová  | Julia Putincevová Ljudmila Samsonovová | Ashlyn Kruegerová Diana Šnajderová Darja Kasatkinová Emma Navarrová          |
| 6. ledna            | Hobart International Hobart, Austrálie WTA 250 tvrdý – 275 094 $ – 32D/16Q/16Č dvouhra • čtyřhra               | McCartney Kesslerová 6–4, 3–6, 6–0                       | Elise Mertensová                          | Elina Avanesjanová Maya Jointová       | Dajana Jastremská Amanda Anisimovová Sofia Keninová Veronika Kuděrmetovová   |
| 6. ledna            | Hobart International Hobart, Austrálie WTA 250 tvrdý – 275 094 $ – 32D/16Q/16Č dvouhra • čtyřhra               | Ťiang Sin-jü Wu Fang-sien 6–1, 7–6(8–6)                  | Monica Niculescuová Fanny Stollárová      | Elina Avanesjanová Maya Jointová       | Dajana Jastremská Amanda Anisimovová Sofia Keninová Veronika Kuděrmetovová   |
| 13. ledna 20. ledna | Australian Open Melbourne, Austrálie Grand Slam tvrdý – 43 608 375 $ 128D/128Q/64D/32X dvouhra • čtyřhra • mix | Madison Keysová 6–3, 2–6, 7–5                            | Aryna Sabalenková                         | Paula Badosová Iga Świąteková          | Anastasija Pavljučenkovová Coco Gauffová Elina Svitolinová Emma Navarrová    |
| 13. ledna 20. ledna | Australian Open Melbourne, Austrálie Grand Slam tvrdý – 43 608 375 $ 128D/128Q/64D/32X dvouhra • čtyřhra • mix | Kateřina Siniaková Taylor Townsendová 6–2, 6–7(4–7), 6–3 | Sie Šu-wej Jeļena Ostapenková             | Paula Badosová Iga Świąteková          | Anastasija Pavljučenkovová Coco Gauffová Elina Svitolinová Emma Navarrová    |
| 13. ledna 20. ledna | Australian Open Melbourne, Austrálie Grand Slam tvrdý – 43 608 375 $ 128D/128Q/64D/32X dvouhra • čtyřhra • mix | Olivia Gadecká John Peers 3–6, 6–4, [10–6]               | Kimberly Birrellová John-Patrick Smith    | Paula Badosová Iga Świąteková          | Anastasija Pavljučenkovová Coco Gauffová Elina Svitolinová Emma Navarrová    |
| 27. ledna           | Upper Austria Ladies Linz Linec, Rakousko WTA 500 tvrdý (h) – 1 064 510 $ – 28D/24Q/16Č dvouhra • čtyřhra      | Jekatěrina Alexandrovová 6–2, 3–6, 7–5                   | Dajana Jastremská                         | Karolína Muchová Clara Tausonová       | Anastasija Potapovová Petra Martićová Maria Sakkariová Anna Blinkovová       |
| 27. ledna           | Upper Austria Ladies Linz Linec, Rakousko WTA 500 tvrdý (h) – 1 064 510 $ – 28D/24Q/16Č dvouhra • čtyřhra      | Tímea Babosová Luisa Stefaniová 3–6, 7–5, [10–4]         | Ljudmyla Kičenoková Nadija Kičenoková     | Karolína Muchová Clara Tausonová       | Anastasija Potapovová Petra Martićová Maria Sakkariová Anna Blinkovová       |
| 27. ledna           | Singapore Tennis Open Singapur WTA 250 tvrdý (h) – 275 094 $ – 32D/16Q/16Č dvouhra • čtyřhra                   | Elise Mertensová 6–1, 6–4                                | Ann Liová                                 | Anna Kalinská Wang Sin-jü              | Manančaja Savangkaevová Kimberly Birrellová Jil Teichmannová Camila Osoriová |
| 27. ledna           | Singapore Tennis Open Singapur WTA 250 tvrdý (h) – 275 094 $ – 32D/16Q/16Č dvouhra • čtyřhra                   | Desirae Krawczyková Giuliana Olmosová 7–5, 6–0           | Wang Sin-jü Čeng Saj-saj                  | Anna Kalinská Wang Sin-jü              | Manančaja Savangkaevová Kimberly Birrellová Jil Teichmannová Camila Osoriová |

### Únor
| Týden od  | Turnaj | Vítězky                                             | Finalistky                                  | Semifinalistky                             | Čtvrtfinalistky                                                                |
| --------- | --- | --------------------------------------------------- | ------------------------------------------- | ------------------------------------------ | ------------------------------------------------------------------------------ |
| 3. února  | Mubadala Abu Dhabi Open Abú Zabí, Spojené arabské emiráty WTA 500 tvrdý – 1 064 510 $ – 28D/24Q/16Č dvouhra • čtyřhra            | Belinda Bencicová 4–6, 6–1, 6–1                     | Ashlyn Kruegerová                           | Jelena Rybakinová Linda Nosková            | Ons Džabúrová Markéta Vondroušová Leylah Fernandezová Magda Linetteová         |
| 3. února  | Mubadala Abu Dhabi Open Abú Zabí, Spojené arabské emiráty WTA 500 tvrdý – 1 064 510 $ – 28D/24Q/16Č dvouhra • čtyřhra            | Jeļena Ostapenková Ellen Perezová 6–2, 6–1          | Kristina Mladenovicová Čang Šuaj            | Jelena Rybakinová Linda Nosková            | Ons Džabúrová Markéta Vondroušová Leylah Fernandezová Magda Linetteová         |
| 3. února  | Transylvania Open Kluž, Rumunsko WTA 250 tvrdý (h) – 275 094 $ – 32D/16Q/16Č dvouhra • čtyřhra                                   | Anastasija Potapovová 4–6, 6–1, 6–2                 | Lucia Bronzettiová                          | Aljaksandra Sasnovičová Kateřina Siniaková | Ella Seidelová Anhelina Kalininová Elisabetta Cocciarettová Viktorija Tomovová |
| 3. února  | Transylvania Open Kluž, Rumunsko WTA 250 tvrdý (h) – 275 094 $ – 32D/16Q/16Č dvouhra • čtyřhra                                   | Magali Kempenová Anna Sisková 6–3, 6–1              | Jaqueline Cristianová Angelica Moratelliová | Aljaksandra Sasnovičová Kateřina Siniaková | Ella Seidelová Anhelina Kalininová Elisabetta Cocciarettová Viktorija Tomovová |
| 10. února | Qatar TotalEnergies Open Dauhá, Katar WTA 1000 tvrdý – 3 654 963 $ – 56D/32Q/16Č dvouhra • čtyřhra                               | Amanda Anisimovová 6–4, 6–3                         | Jeļena Ostapenková                          | Jekatěrina Alexandrovová Iga Świąteková    | Jessica Pegulaová Marta Kosťuková Ons Džabúrová Jelena Rybakinová              |
| 10. února | Qatar TotalEnergies Open Dauhá, Katar WTA 1000 tvrdý – 3 654 963 $ – 56D/32Q/16Č dvouhra • čtyřhra                               | Sara Erraniová Jasmine Paoliniová 7–5, 7–6(12–10)   | Ťiang Sin-jü Wu Fang-sien                   | Jekatěrina Alexandrovová Iga Świąteková    | Jessica Pegulaová Marta Kosťuková Ons Džabúrová Jelena Rybakinová              |
| 17. února | Dubai Duty Free Tennis Championships Dubaj, Spojené arabské emiráty WTA 1000 tvrdý – 3 654 963 $ – 56D/32Q/16Č dvouhra • čtyřhra | Mirra Andrejevová 7–6(7–1), 6–1                     | Clara Tausonová                             | Karolína Muchová Jelena Rybakinová         | Linda Nosková Sorana Cîrsteaová Sofia Keninová Iga Świąteková                  |
| 17. února | Dubai Duty Free Tennis Championships Dubaj, Spojené arabské emiráty WTA 1000 tvrdý – 3 654 963 $ – 56D/32Q/16Č dvouhra • čtyřhra | Kateřina Siniaková Taylor Townsendová 7–6(7–5), 6–4 | Sie Šu-wej Jeļena Ostapenková               | Karolína Muchová Jelena Rybakinová         | Linda Nosková Sorana Cîrsteaová Sofia Keninová Iga Świąteková                  |
| 24. února | Mérida Open Akron Merida, Mexiko WTA 500 tvrdý – 1 064 510 $ – 28D/24Q/16Č dvouhra • čtyřhra                                     | Emma Navarrová 6–0, 6–0                             | Emiliana Arangová                           | Elina Avanesjanová Darja Savilleová        | Zeynep Sönmezová Maya Jointová Rebecca Šramková Paula Badosová                 |
| 24. února | Mérida Open Akron Merida, Mexiko WTA 500 tvrdý – 1 064 510 $ – 28D/24Q/16Č dvouhra • čtyřhra                                     | Katarzyna Piterová Majar Šarífová 7–6(7–2), 7–5     | Anna Danilinová Irina Chromačovová          | Elina Avanesjanová Darja Savilleová        | Zeynep Sönmezová Maya Jointová Rebecca Šramková Paula Badosová                 |
| 24. února | ATX Open Austin, Spojené státy WTA 250 tvrdý – 275 094 $ – 32D/16Q/16Č dvouhra • čtyřhra                                         | Jessica Pegulaová 7–5, 6–2                          | McCartney Kesslerová                        | Ajla Tomljanovićová Greet Minnenová        | Anna Blinkovová Ena Šibaharaová Caroline Dolehideová Sorana Cîrsteaová         |
| 24. února | ATX Open Austin, Spojené státy WTA 250 tvrdý – 275 094 $ – 32D/16Q/16Č dvouhra • čtyřhra                                         | Anna Blinkovová Jüan Jüe 3–6, 6–1, [10–4]           | McCartney Kesslerová Čang Šuaj              | Ajla Tomljanovićová Greet Minnenová        | Anna Blinkovová Ena Šibaharaová Caroline Dolehideová Sorana Cîrsteaová         |

### Březen
| Týden od              | Turnaj | Vítězky                                                  | Finalistky                               | Semifinalistky                              | Čtvrtfinalistky                                                         |
| --------------------- | --- | -------------------------------------------------------- | ---------------------------------------- | ------------------------------------------- | ----------------------------------------------------------------------- |
| 3. března 10. března  | BNP Paribas Open Indian Wells, Spojené státy WTA 1000 tvrdý – 8 963 700 $ – 96D/48Q/32Č/8X dvouhra • čtyřhra • mix       | Mirra Andrejevová 2–6, 6–4, 6–3                          | Aryna Sabalenková                        | Madison Keysová Iga Świąteková              | Ljudmila Samsonovová Belinda Bencicová Elina Svitolinová Čeng Čchin-wen |
| 3. března 10. března  | BNP Paribas Open Indian Wells, Spojené státy WTA 1000 tvrdý – 8 963 700 $ – 96D/48Q/32Č/8X dvouhra • čtyřhra • mix       | Asia Muhammadová Demi Schuursová 6–2, 7–6(7–4)           | Tereza Mihalíková Olivia Nichollsová     | Madison Keysová Iga Świąteková              | Ljudmila Samsonovová Belinda Bencicová Elina Svitolinová Čeng Čchin-wen |
| 3. března 10. března  | BNP Paribas Open Indian Wells, Spojené státy WTA 1000 tvrdý – 8 963 700 $ – 96D/48Q/32Č/8X dvouhra • čtyřhra • mix       | Sara Erraniová Andrea Vavassori 6–7(3–7), 6–3, [10–8]    | Bethanie Mattek-Sandsová Mate Pavić      | Madison Keysová Iga Świąteková              | Ljudmila Samsonovová Belinda Bencicová Elina Svitolinová Čeng Čchin-wen |
| 17. března 24. března | Miami Open Miami Gardens, Spojené státy WTA 1000 tvrdý – 8 963 700 $ – 96D/48Q/32Č dvouhra • čtyřhra                     | Aryna Sabalenková 7–5, 6–2                               | Jessica Pegulaová                        | Jasmine Paoliniová Alexandra Ealaová        | Čeng Čchin-wen Magda Linetteová Emma Raducanuová Iga Świąteková         |
| 17. března 24. března | Miami Open Miami Gardens, Spojené státy WTA 1000 tvrdý – 8 963 700 $ – 96D/48Q/32Č dvouhra • čtyřhra                     | Mirra Andrejevová Diana Šnajderová 6–3, 6–7(5–7), [10–2] | Cristina Bucșová Miju Katová             | Jasmine Paoliniová Alexandra Ealaová        | Čeng Čchin-wen Magda Linetteová Emma Raducanuová Iga Świąteková         |
| 31. března            | Credit One Charleston Open Charleston, Spojené státy WTA 500 antuka (zelená) – 1 064 510 $ 48D/24Q/16Č dvouhra • čtyřhra | Jessica Pegulaová 6–3, 7–5                               | Sofia Keninová                           | Jekatěrina Alexandrovová Amanda Anisimovová | Danielle Collinsová Čeng Čchin-wen Emma Navarrová Anna Kalinská         |
| 31. března            | Credit One Charleston Open Charleston, Spojené státy WTA 500 antuka (zelená) – 1 064 510 $ 48D/24Q/16Č dvouhra • čtyřhra | Jeļena Ostapenková Erin Routliffeová 6–4, 6–2            | Caroline Dolehideová Desirae Krawczyková | Jekatěrina Alexandrovová Amanda Anisimovová | Danielle Collinsová Čeng Čchin-wen Emma Navarrová Anna Kalinská         |
| 31. března            | Copa Colsanitas Zurich Bogota, Kolumbie WTA 250 antuka – 275 094 $ – 32D/16Q/16Č dvouhra • čtyřhra                       | Camila Osoriová 6–3, 6–3                                 | Katarzyna Kawaová                        | Julieta Parejová Julia Rierová              | Marie Bouzková Léolia Jeanjeanová Lea Boškovićová Tatjana Mariová       |
| 31. března            | Copa Colsanitas Zurich Bogota, Kolumbie WTA 250 antuka – 275 094 $ – 32D/16Q/16Č dvouhra • čtyřhra                       | Cristina Bucșová Sara Sorribes Tormová 5–7, 6–2, [10–5]  | Irina Baraová Laura Pigossiová           | Julieta Parejová Julia Rierová              | Marie Bouzková Léolia Jeanjeanová Lea Boškovićová Tatjana Mariová       |

### Duben
| Týden od            | Turnaj | Vítězky                                                                             | Finalistky                                                             | Semifinalistky                                                          | Čtvrtfinalistky                                                                          |
| ------------------- | --- | ----------------------------------------------------------------------------------- | ---------------------------------------------------------------------- | ----------------------------------------------------------------------- | ---------------------------------------------------------------------------------------- |
| 7. dubna            | Billie Jean King Cup, kvalifikační kolo Tokio, Japonsko (tvrdý, hala) Ostrava, Česko (tvrdý, hala) Bratislava, Slovensko (tvrdý, hala) Brisbane, Austrálie (tvrdý) Radom, Polsko (antuka, hala) Haag, Nizozemsko (antuka, hala) | Vítězové skupin Japonsko Španělsko Spojené státy Kazachstán Ukrajina Velká Británie | 2. místo ve skupině Kanada Česko Slovensko Austrálie Polsko Nizozemsko | 3. místo ve skupině Rumunsko Brazílie Dánsko Kolumbie Švýcarsko Německo |                                                                                          |
| 14. dubna           | Porsche Tennis Grand Prix Stuttgart, Německo WTA 500 antuka (h) – 1 064 510 $ – 28D/16Q/16Č dvouhra • čtyřhra | Jeļena Ostapenková 6–4, 6–1                                                         | Aryna Sabalenková                                                      | Jasmine Paoliniová Jekatěrina Alexandrovová                             | Elise Mertensová Coco Gauffová Jessica Pegulaová Iga Świąteková                          |
| 14. dubna           | Porsche Tennis Grand Prix Stuttgart, Německo WTA 500 antuka (h) – 1 064 510 $ – 28D/16Q/16Č dvouhra • čtyřhra | Gabriela Dabrowská Erin Routliffeová 6–3, 6–3                                       | Jekatěrina Alexandrovová Čang Šuaj                                     | Jasmine Paoliniová Jekatěrina Alexandrovová                             | Elise Mertensová Coco Gauffová Jessica Pegulaová Iga Świąteková                          |
| 14. dubna           | Open Capfinances Rouen Métropole Rouen, Francie WTA 250 antuka (h) – 275 094 $ – 32D/16Q/16Č dvouhra • čtyřhra | Elina Svitolinová 6–4, 7–6(10–8)                                                    | Olga Danilovićová                                                      | Elena-Gabriela Ruseová Suzan Lamensová                                  | Jéssica Bouzas Maneirová Jessika Ponchetová Mojuka Učidžimová TS Rakotomanga Rajaonahová |
| 14. dubna           | Open Capfinances Rouen Métropole Rouen, Francie WTA 250 antuka (h) – 275 094 $ – 32D/16Q/16Č dvouhra • čtyřhra | Aleksandra Krunićová Sabrina Santamariová 6–0, 6–4                                  | Irina Chromačovová Linda Nosková                                       | Elena-Gabriela Ruseová Suzan Lamensová                                  | Jéssica Bouzas Maneirová Jessika Ponchetová Mojuka Učidžimová TS Rakotomanga Rajaonahová |
| 21. dubna 28. dubna | Mutua Madrid Open Madrid, Španělsko WTA 1000 antuka – 8 963 700 $ – 96D/48Q/32Č dvouhra • čtyřhra | Aryna Sabalenková 6–3, 7–6(7–3)                                                     | Coco Gauffová                                                          | Elina Svitolinová Iga Świąteková                                        | Marta Kosťuková Mojuka Učidžimová Mirra Andrejevová Madison Keysová                      |
| 21. dubna 28. dubna | Mutua Madrid Open Madrid, Španělsko WTA 1000 antuka – 8 963 700 $ – 96D/48Q/32Č dvouhra • čtyřhra | Sorana Cîrsteaová Anna Kalinská 6–7(10–12), 6–2, [12–10]                            | Veronika Kuděrmetovová Elise Mertensová                                | Elina Svitolinová Iga Świąteková                                        | Marta Kosťuková Mojuka Učidžimová Mirra Andrejevová Madison Keysová                      |

### Květen
| Týden od             | Turnaj | Vítězky                                               | Finalistky                                | Semifinalistky                            | Čtvrtfinalistky                                                           |
| -------------------- | --- | ----------------------------------------------------- | ----------------------------------------- | ----------------------------------------- | ------------------------------------------------------------------------- |
| 5. května 12. května | Internazionali BNL d'Italia Řím, Itálie WTA 1000 antuka – 6 911 032 $ – 96D/48Q/32Č dvouhra • čtyřhra             | Jasmine Paoliniová 6–4, 6–2                           | Coco Gauffová                             | Čeng Čchin-wen Peyton Stearnsová          | Aryna Sabalenková Mirra Andrejevová Diana Šnajderová Elina Svitolinová    |
| 5. května 12. května | Internazionali BNL d'Italia Řím, Itálie WTA 1000 antuka – 6 911 032 $ – 96D/48Q/32Č dvouhra • čtyřhra             | Sara Erraniová Jasmine Paoliniová 6–4, 7–5            | Veronika Kuděrmetovová Elise Mertensová   | Čeng Čchin-wen Peyton Stearnsová          | Aryna Sabalenková Mirra Andrejevová Diana Šnajderová Elina Svitolinová    |
| 19. května           | Internationaux de Strasbourg Štrasburk, Francie WTA 500 antuka – 1 064 510 $ – 28D/16Q/16Č dvouhra • čtyřhra      | Jelena Rybakinová 6–1, 6–7(2–7), 6–1                  | Ljudmila Samsonovová                      | Danielle Collinsová Beatriz Haddad Maiová | Anna Kalinská Paula Badosová Magda Linetteová Emma Navarrová              |
| 19. května           | Internationaux de Strasbourg Štrasburk, Francie WTA 500 antuka – 1 064 510 $ – 28D/16Q/16Č dvouhra • čtyřhra      | Tímea Babosová Luisa Stefaniová 6–3, 6–7(3–7), [10–7] | Kuo Chan-jü Nicole Melichar-Martinezová   | Danielle Collinsová Beatriz Haddad Maiová | Anna Kalinská Paula Badosová Magda Linetteová Emma Navarrová              |
| 19. května           | Grand Prix SAR La Princesse Lalla Meryem Rabat, Maroko WTA 250 antuka – 275 094 $ – 32D/24Q/16Č dvouhra • čtyřhra | Maya Jointová 6–3, 6–2                                | Jaqueline Cristianová                     | Ajla Tomljanovićová Camila Osoriová       | Jéssica Bouzas Maneirová Ann Liová Anastasija Sevastovová Maria Mateasová |
| 19. května           | Grand Prix SAR La Princesse Lalla Meryem Rabat, Maroko WTA 250 antuka – 275 094 $ – 32D/24Q/16Č dvouhra • čtyřhra | Maya Jointová Oxana Kalašnikovová 6–3, 7–5            | Angelica Moratelliová Camilla Rosatellová | Ajla Tomljanovićová Camila Osoriová       | Jéssica Bouzas Maneirová Ann Liová Anastasija Sevastovová Maria Mateasová |
| 26. května 2. června | Roland-Garros Paříž, Francie Grand Slam antuka – 26 334 000 € – 128D/64D/32X dvouhra • čtyřhra • mix              | Coco Gauffová 6–7(5–7), 6–2, 6–4                      | Aryna Sabalenková                         | Iga Świąteková Loïs Boissonová            | Čeng Čchin-wen Elina Svitolinová Mirra Andrejevová Madison Keysová        |
| 26. května 2. června | Roland-Garros Paříž, Francie Grand Slam antuka – 26 334 000 € – 128D/64D/32X dvouhra • čtyřhra • mix              | Sara Erraniová Jasmine Paoliniová 6–4, 2–6, 6–1       | Anna Danilinová Aleksandra Krunićová      | Iga Świąteková Loïs Boissonová            | Čeng Čchin-wen Elina Svitolinová Mirra Andrejevová Madison Keysová        |
| 26. května 2. června | Roland-Garros Paříž, Francie Grand Slam antuka – 26 334 000 € – 128D/64D/32X dvouhra • čtyřhra • mix              | Sara Erraniová Andrea Vavassori 6–4, 6–2              | Taylor Townsendová Evan King              | Iga Świąteková Loïs Boissonová            | Čeng Čchin-wen Elina Svitolinová Mirra Andrejevová Madison Keysová        |

### Červen
| Týden od               | Turnaj | Vítězky                                                | Finalistky                                       | Semifinalistky                                    | Čtvrtfinalistky                                                                      |
| ---------------------- | --- | ------------------------------------------------------ | ------------------------------------------------ | ------------------------------------------------- | ------------------------------------------------------------------------------------ |
| 9. června              | HSBC Championships Londýn, Spojené království WTA 500 tráva – 1 415 000 $ – 28D/24Q/16Č dvouhra • čtyřhra      | Tatjana Mariová 6–3, 6–4                               | Amanda Anisimovová                               | Čeng Čchin-wen Madison Keysová                    | Emma Raducanuová Emma Navarrová Jelena Rybakinová Diana Šnajderová                   |
| 9. června              | HSBC Championships Londýn, Spojené království WTA 500 tráva – 1 415 000 $ – 28D/24Q/16Č dvouhra • čtyřhra      | Asia Muhammadová Demi Schuursová 7–5, 6–7(3–7), [10–4] | Anna Danilinová Diana Šnajderová                 | Čeng Čchin-wen Madison Keysová                    | Emma Raducanuová Emma Navarrová Jelena Rybakinová Diana Šnajderová                   |
| 9. června              | Libéma Open 's-Hertogenbosch, Nizozemsko WTA 250 tráva – 239 212 € –32D/24Q/16Č dvouhra • čtyřhra              | Elise Mertensová 6–3, 7–6(7–4)                         | Elena-Gabriela Ruseová                           | Elisabetta Cocciarettová Jekatěrina Alexandrovová | Bianca Andreescuová Suzan Lamensová Jüan Jüe Veronika Kuděrmetovová                  |
| 9. června              | Libéma Open 's-Hertogenbosch, Nizozemsko WTA 250 tráva – 239 212 € –32D/24Q/16Č dvouhra • čtyřhra              | Irina Chromačovová Fanny Stollárová 7–5, 6–3           | Nicole Melichar-Martinezová Ljudmila Samsonovová | Elisabetta Cocciarettová Jekatěrina Alexandrovová | Bianca Andreescuová Suzan Lamensová Jüan Jüe Veronika Kuděrmetovová                  |
| 16. června             | Berlin Tennis Open Berlín, Německo WTA 500 tráva – 925 661 € – 28D/24Q/16Č dvouhra • čtyřhra                   | Markéta Vondroušová 7–6(12–10), 4–6, 6–2               | Wang Sin-jü                                      | Aryna Sabalenková Ljudmila Samsonovová            | Jelena Rybakinová Ons Džabúrová Amanda Anisimovová Paula Badosová                    |
| 16. června             | Berlin Tennis Open Berlín, Německo WTA 500 tráva – 925 661 € – 28D/24Q/16Č dvouhra • čtyřhra                   | Tereza Mihalíková Olivia Nichollsová 4−6, 6−2, [10−6]  | Sara Erraniová Jasmine Paoliniová                | Aryna Sabalenková Ljudmila Samsonovová            | Jelena Rybakinová Ons Džabúrová Amanda Anisimovová Paula Badosová                    |
| 16. června             | Lexus Nottingham Open Nottingham, Spojené království WTA 250 tráva – 275 094 $ – 32D/24Q/16Č dvouhra • čtyřhra | McCartney Kesslerová 6–4, 7–5                          | Dajana Jastremská                                | Rebecca Šramková Magda Linetteová                 | Katie Boulterová Linda Nosková Leylah Fernandezová Clara Tausonová                   |
| 16. června             | Lexus Nottingham Open Nottingham, Spojené království WTA 250 tráva – 275 094 $ – 32D/24Q/16Č dvouhra • čtyřhra | Beatriz Haddad Maiová Laura Siegemundová 6–3, 6–2      | Anna Danilinová Ena Šibaharaová                  | Rebecca Šramková Magda Linetteová                 | Katie Boulterová Linda Nosková Leylah Fernandezová Clara Tausonová                   |
| 23. června             | Bad Homburg Open Bad Homburg, Německo WTA 500 tráva – 1 064 510 $ – 32D/8Q/16Č dvouhra • čtyřhra               | Jessica Pegulaová 6–4, 7–5                             | Iga Świąteková                                   | Linda Nosková Jasmine Paoliniová                  | Emma Navarrová Mirra Andrejevová Jekatěrina Alexandrovová Beatriz Haddad Maiová      |
| 23. června             | Bad Homburg Open Bad Homburg, Německo WTA 500 tráva – 1 064 510 $ – 32D/8Q/16Č dvouhra • čtyřhra               | Kuo Chan-jü Alexandra Panovová 4–6, 7–6(7–4), [10–5]   | Ljudmyla Kičenoková Ellen Perezová               | Linda Nosková Jasmine Paoliniová                  | Emma Navarrová Mirra Andrejevová Jekatěrina Alexandrovová Beatriz Haddad Maiová      |
| 23. června             | Lexus Eastbourne Open Eastbourne, Spojené království WTA 250 tráva – 389 000 $ – 32D/24Q/16Č dvouhra • čtyřhra | Maya Jointová 6–4, 1–6, 7–6(12–10)                     | Alexandra Ealaová                                | Anastasija Pavljučenkovová Varvara Gračovová      | Anna Blinkovová Kamilla Rachimovová Dajana Jastremská Barbora Krejčíková             |
| 23. června             | Lexus Eastbourne Open Eastbourne, Spojené království WTA 250 tráva – 389 000 $ – 32D/24Q/16Č dvouhra • čtyřhra | Marie Bouzková Anna Danilinová 6–4, 7–5                | Sie Šu-wej Maya Jointová                         | Anastasija Pavljučenkovová Varvara Gračovová      | Anna Blinkovová Kamilla Rachimovová Dajana Jastremská Barbora Krejčíková             |
| 30. června 7. července | Wimbledon Londýn, Spojené království Grand Slam tráva – 24 919 000 £ – 128D/64D/32X dvouhra • čtyřhra • mix    | Iga Świąteková 6–0, 6–0                                | Amanda Anisimovová                               | Aryna Sabalenková Belinda Bencicová               | Laura Siegemundová Anastasija Pavljučenkovová Mirra Andrejevová Ljudmila Samsonovová |
| 30. června 7. července | Wimbledon Londýn, Spojené království Grand Slam tráva – 24 919 000 £ – 128D/64D/32X dvouhra • čtyřhra • mix    | Veronika Kuděrmetovová Elise Mertensová 3–6, 6–2, 6–4  | Sie Šu-wej Jeļena Ostapenková                    | Aryna Sabalenková Belinda Bencicová               | Laura Siegemundová Anastasija Pavljučenkovová Mirra Andrejevová Ljudmila Samsonovová |
| 30. června 7. července | Wimbledon Londýn, Spojené království Grand Slam tráva – 24 919 000 £ – 128D/64D/32X dvouhra • čtyřhra • mix    | Kateřina Siniaková Sem Verbeek 7–6(7–3), 7–6(7–3)      | Luisa Stefaniová Joe Salisbury                   | Aryna Sabalenková Belinda Bencicová               | Laura Siegemundová Anastasija Pavljučenkovová Mirra Andrejevová Ljudmila Samsonovová |

### Červenec
| Týden od     | Turnaj | Vítězky                                              | Finalistky                               | Semifinalistky                          | Čtvrtfinalistky                                                                   |
| ------------ | --- | ---------------------------------------------------- | ---------------------------------------- | --------------------------------------- | --------------------------------------------------------------------------------- |
| 14. července | Iași Open Jasy, Rumunsko WTA 250 antuka – 32D/24Q/16Č dvouhra • čtyřhra                                           | Irina-Camelia Beguová 6–0, 7–5                       | Jil Teichmannová                         | Sorana Cîrsteaová Jaqueline Cristianová | María Lourdes Carléová Simona Waltertová Anna Sisková Panna Udvardyová            |
| 14. července | Iași Open Jasy, Rumunsko WTA 250 antuka – 32D/24Q/16Č dvouhra • čtyřhra                                           | Veronika Erjavecová Panna Udvardyová 7–5, 6–3        | María Lourdes Carléová Simona Waltertová | Sorana Cîrsteaová Jaqueline Cristianová | María Lourdes Carléová Simona Waltertová Anna Sisková Panna Udvardyová            |
| 14. července | MSC Hamburg Ladies Open Hamburk, Německo WTA 250 antuka – 32D/24Q/16Č dvouhra • čtyřhra                           | Loïs Boissonová 7–5, 6–3                             | Anna Bondárová                           | Kaja Juvanová Dajana Jastremská         | Jekatěrina Alexandrovová Leyre Romero Gormazová Viktorija Tomovová Dalma Gálfiová |
| 14. července | MSC Hamburg Ladies Open Hamburk, Německo WTA 250 antuka – 32D/24Q/16Č dvouhra • čtyřhra                           | Nadija Kičenoková Makoto Ninomijová 6–4, 3–6, [11–9] | Anna Bondárová Arantxa Rusová            | Kaja Juvanová Dajana Jastremská         | Jekatěrina Alexandrovová Leyre Romero Gormazová Viktorija Tomovová Dalma Gálfiová |
| 21. července | Mubadala Citi DC Open Washington, D.C., Spojené státy WTA 500 tvrdý – 1 282 951 $ – 28D/24Q/16Č dvouhra • čtyřhra | Leylah Fernandezová 6–1, 6–2                         | Anna Kalinská                            | Jelena Rybakinová Emma Raducanuová      | Taylor Townsendová Magdalena Fręchová Clara Tausonová Maria Sakkariová            |
| 21. července | Mubadala Citi DC Open Washington, D.C., Spojené státy WTA 500 tvrdý – 1 282 951 $ – 28D/24Q/16Č dvouhra • čtyřhra | Taylor Townsendová Čang Šuaj 6–1, 6–1                | Caroline Dolehideová Sofia Keninová      | Jelena Rybakinová Emma Raducanuová      | Taylor Townsendová Magdalena Fręchová Clara Tausonová Maria Sakkariová            |
| 21. července | Livesport Prague Open Praha, Česko WTA 250 tvrdý – 275 094 $ – 32D/24Q/16Č dvouhra • čtyřhra                      | Marie Bouzková 2–6, 6–1, 6–3                         | Linda Nosková                            | Wang Sin-jü Tereza Valentová            | Kateřina Siniaková Sára Bejlek Ann Liová Jessika Ponchetová                       |
| 21. července | Livesport Prague Open Praha, Česko WTA 250 tvrdý – 275 094 $ – 32D/24Q/16Č dvouhra • čtyřhra                      | Nadija Kičenoková Makoto Ninomijová 1–6, 6–4, [10–7] | Lucie Havlíčková Laura Samson            | Wang Sin-jü Tereza Valentová            | Kateřina Siniaková Sára Bejlek Ann Liová Jessika Ponchetová                       |
| 28. července | National Bank Open Montréal, Kanada WTA 1000 tvrdý – 5 152 599 $ – 96D/32Q/32Č dvouhra • čtyřhra                  | Victoria Mboková 2–6, 6–4, 6–1                       | Naomi Ósakaová                           | Jelena Rybakinová Clara Tausonová       | Jéssica Bouzas Maneirová Marta Kosťuková Elina Svitolinová Madison Keysová        |
| 28. července | National Bank Open Montréal, Kanada WTA 1000 tvrdý – 5 152 599 $ – 96D/32Q/32Č dvouhra • čtyřhra                  | Coco Gauffová McCartney Kesslerová 6–4, 1–6, [13–11] | Taylor Townsendová Čang Šuaj             | Jelena Rybakinová Clara Tausonová       | Jéssica Bouzas Maneirová Marta Kosťuková Elina Svitolinová Madison Keysová        |

### Srpen
| Týden od           | Turnaj                                                                                                 | Vítězky                                       | Finalistky                     | Semifinalistky                           | Čtvrtfinalistky                                                   |
| ------------------ | --- | --------------------------------------------- | ------------------------------ | ---------------------------------------- | ----------------------------------------------------------------- |
| 4. srpna 11. srpna | Cincinnati Open Mason, Spojené státy WTA 1000 tvrdý – 5 152 599 $ – 96D/48Q/32Č dvouhra • čtyřhra      | Iga Świąteková 7–5, 6–4                       | Jasmine Paoliniová             | Jelena Rybakinová Veronika Kuděrmetovová | Aryna Sabalenková Anna Kalinská Varvara Gračovová Coco Gauffová   |
| 4. srpna 11. srpna | Cincinnati Open Mason, Spojené státy WTA 1000 tvrdý – 5 152 599 $ – 96D/48Q/32Č dvouhra • čtyřhra      | Gabriela Dabrowská Erin Routliffeová 6–4, 6–3 | Kuo Chan-jü Alexandra Panovová | Jelena Rybakinová Veronika Kuděrmetovová | Aryna Sabalenková Anna Kalinská Varvara Gračovová Coco Gauffová   |
| 18. srpna          | Abierto GNP Seguros Monterrey, Mexiko WTA 500 tvrdý – 1 064 510 $ – 28D/24Q/16Č dvouhra • čtyřhra      | vs.                                           | vs.                            | neznámá vlajka · neznámá vlajka          | neznámá vlajka · neznámá vlajka · neznámá vlajka · neznámá vlajka |
| 18. srpna          | Tennis in the Land Cleveland, Spojené státy WTA 250 tvrdý – 275 094 $ –32D/24Q/16Č dvouhra • čtyřhra   | vs.                                           | vs.                            | neznámá vlajka · neznámá vlajka          | neznámá vlajka · neznámá vlajka · neznámá vlajka · neznámá vlajka |
| 25. srpna 1. září  | US Open New York, Spojené státy Grand Slam tvrdý – 41 592 800 $ – 128D/64D/16X dvouhra • čtyřhra • mix | vs.                                           | vs.                            | neznámá vlajka · neznámá vlajka          | neznámá vlajka · neznámá vlajka · neznámá vlajka · neznámá vlajka |

### Září
| Týden od          | Turnaj                                                                                   | Vítězky | Finalistky | Semifinalistky                  | Čtvrtfinalistky                                                   |
| ----------------- | ---------------------------------------------------------------------------------------- | ------- | ---------- | ------------------------------- | ----------------------------------------------------------------- |
| 8. září           | Guadalajara Open Akron Guadalajara, Mexiko WTA 500 tvrdý – 28D/24Q/16Č dvouhra • čtyřhra | vs.     | vs.        | neznámá vlajka · neznámá vlajka | neznámá vlajka · neznámá vlajka · neznámá vlajka · neznámá vlajka |
| 8. září           | SP Open São Paulo, Brazílie WTA 250 tvrdý – 32D/24Q/16Č dvouhra • čtyřhra                | vs.     | vs.        | neznámá vlajka · neznámá vlajka | neznámá vlajka · neznámá vlajka · neznámá vlajka · neznámá vlajka |
| 15. září          | Billie Jean King Cup, finále Šen-čen, Čína tvrdý (h) – 8 týmů                            | vs.     | vs.        | neznámá vlajka · neznámá vlajka | neznámá vlajka · neznámá vlajka · neznámá vlajka · neznámá vlajka |
| 15. září          | Korea Open Soul, Jižní Korea WTA 500 tvrdý – 28D/24Q/16Č dvouhra • čtyřhra               | vs.     | vs.        | neznámá vlajka · neznámá vlajka | neznámá vlajka · neznámá vlajka · neznámá vlajka · neznámá vlajka |
| 22. září 29. září | China Open Peking, Čína WTA 1000 tvrdý – 96D/48Q/32Č dvouhra • čtyřhra                   | vs.     | vs.        | neznámá vlajka · neznámá vlajka | neznámá vlajka · neznámá vlajka · neznámá vlajka · neznámá vlajka |

### Říjen
| Týden od  | Turnaj                                                                                        | Vítězky | Finalistky | Semifinalistky                  | Čtvrtfinalistky                                                   |
| --------- | --------------------------------------------------------------------------------------------- | ------- | ---------- | ------------------------------- | ----------------------------------------------------------------- |
| 6. října  | Dongfeng Voyah • Wuhan Open Wu-chan, Čína WTA 1000 tvrdý – 56D/24Q/28Č dvouhra • čtyřhra      | vs.     | vs.        | neznámá vlajka · neznámá vlajka | neznámá vlajka · neznámá vlajka · neznámá vlajka · neznámá vlajka |
| 13. října | Ningbo Open Ning-po, Čína WTA 500 tvrdý – 28D/24Q/16Č dvouhra • čtyřhra                       | vs.     | vs.        | neznámá vlajka · neznámá vlajka | neznámá vlajka · neznámá vlajka · neznámá vlajka · neznámá vlajka |
| 13. října | Kinoshita Group Japan Open Ósaka, Japonsko WTA 250 tvrdý – 32D/24Q/16Č dvouhra • čtyřhra      | vs.     | vs.        | neznámá vlajka · neznámá vlajka | neznámá vlajka · neznámá vlajka · neznámá vlajka · neznámá vlajka |
| 20. října | Toray Pan Pacific Open Tennis Tokio, Japonsko WTA 500 tvrdý – 28D/24Q/16Č dvouhra • čtyřhra   | vs.     | vs.        | neznámá vlajka · neznámá vlajka | neznámá vlajka · neznámá vlajka · neznámá vlajka · neznámá vlajka |
| 20. října | Guangzhou Open Kanton, Čína WTA 250 tvrdý – 32D/24Q/16Č dvouhra • čtyřhra                     | vs.     | vs.        | neznámá vlajka · neznámá vlajka | neznámá vlajka · neznámá vlajka · neznámá vlajka · neznámá vlajka |
| 27. října | Jiangxi Open Ťiou-ťiang, Čína WTA 250 tvrdý – 32D/24Q/16Č dvouhra • čtyřhra                   | vs.     | vs.        | neznámá vlajka · neznámá vlajka | neznámá vlajka · neznámá vlajka · neznámá vlajka · neznámá vlajka |
| 27. října | Prudential Hong Kong Tennis Open Hongkong, Čína WTA 250 tvrdý – 32D/24Q/16Č dvouhra • čtyřhra | vs.     | vs.        | neznámá vlajka · neznámá vlajka | neznámá vlajka · neznámá vlajka · neznámá vlajka · neznámá vlajka |

### Listopad
| Týden od      | Turnaj | Vítězky                                                                 | Finalistky                                                                | Semifinalistky                                                                 | Čtvrtfinalistky                                                   |
| ------------- | --- | ----------------------------------------------------------------------- | ------------------------------------------------------------------------- | ------------------------------------------------------------------------------ | ----------------------------------------------------------------- |
| 3. listopadu  | WTA Finals Rijád, Saúdská Arábie WTA Finals tvrdý (h) – 8D/8Č dvouhra • čtyřhra | vs.                                                                     | vs.                                                                       | neznámá vlajka · neznámá vlajka                                                | neznámá vlajka · neznámá vlajka · neznámá vlajka · neznámá vlajka |
| 10. listopadu | Billie Jean King Cup, baráž Monterrey, Mexiko (tvrdý) Gorzów Wielkopolski, Polsko (tvrdý, hala) Córdoba, Argentina (antuka) Varaždín, Chorvatsko (tvrdý, hala) Hobart, Austrálie (tvrdý) Ismaning, Německo (tvrdý, hala) Bengalúr, Indie (tvrdý) | Týmy 1. koše Kanada Polsko Slovensko Česko Austrálie Německo Nizozemsko | Týmy 2. koše Mexiko Rumunsko Švýcarsko Kolumbie Brazílie Belgie Slovinsko | Týmy 3. koše Dánsko Nový Zéland Argentina Chorvatsko Portugalsko Turecko Indie |                                                                   |

## Statistiky

### Premiérové tituly
Hráčky, které vyhrály první titul ve dvouhře, čtyřhře nebo smíšené čtyřhře:

#### Dvouhra
- Maya Jointová (19 let a 38 dní) – Rabat (pavouk)
- Loïs Boissonová (22 let a 65 dní) – Hamburk (pavouk)
- Victoria Mboková (18 let a 346 dní) – Montréal (pavouk)

#### Čtyřhra
- Mirra Andrejevová (17 let a 250 dní) – Brisbane (pavouk)
- Diana Šnajderová (20 let a 277 dní) – Brisbane (pavouk)
- Magali Kempenová (27 let a 71 dní) – Kluž (pavouk)
- Anna Sisková (23 let a 223 dní) – Kluž (pavouk)
- Maya Jointová (19 let a 37 dní) – Rabat (pavouk)
- Veronika Erjavecová (25 let a 202 dní) – Jasy (pavouk)
- Panna Udvardyová (26 let a 295 dní) – Jasy (pavouk)
- McCartney Kesslerová (26 let a 29 dní) – Montréal (pavouk)

#### Smíšená čtyřhra
- Olivia Gadecká (22 let a 275 dní)  – Australian Open (pavouk)

### Obhájené tituly
Hráčky, které obhájily titul ve dvouhře, čtyřhře nebo smíšené čtyřhře:

#### Dvouhra
- Camila Osoriová – Bogota (pavouk)

#### Čtyřhra
- Kateřina Siniaková – Dubaj (pavouk)
- Cristina Bucșová – Bogota (pavouk)
- Sara Erraniová – Řím (pavouk)
- Jasmine Paoliniová – Řím (pavouk)
- Taylor Townsendová – Washington, D.C. (pavouk)
- Erin Routliffeová – Cincinnati (pavouk)

## Žebříček
| Ženská dvouhra – 18. srpna 2025 | Ženská dvouhra – 18. srpna 2025 | Ženská dvouhra – 18. srpna 2025 | Ženská dvouhra – 18. srpna 2025 |
| Poř.                            | tenistka                        | body                            | posun                           |
| ------------------------------- | ------------------------------- | ------------------------------- | ------------------------------- |
| 1.                              | Aryna Sabalenková               | 11 225                          | ▬                               |
| 2..                             | Iga Świąteková (POL)            | 7 933                           | ▲ 1                             |
| 3.                              | Coco Gauffová (USA)             | 7 874                           | ▼ 1                             |
| 4.                              | Jessica Pegulaová (USA)         | 4 093                           | ▬                               |
| 5.                              | Mirra Andrejevová               | 4 733                           | ▬                               |
| 6.                              | Madison Keysová (USA)           | 4 699                           | ▬                               |
| 7.                              | Čeng Čchin-wen (CHN)            | 4 433                           | ▬                               |
| 8.                              | Jasmine Paoliniová (ITA)        | 4 116                           | ▲ 1                             |
| 9.                              | Amanda Anisimovová (USA)        | 3 869                           | ▼ 1                             |
| 10.                             | Jelena Rybakinová (KAZ)         | 3 663                           | ▬                               |
| 11.                             | Emma Navarrová (USA)            | 3 095                           | ▬                               |
| 12.                             | Karolína Muchová (CZE)          | 2 838                           | ▲ 2                             |
| 13.                             | Elina Svitolinová (UKR)         | 2 834                           | ▬                               |
| 14.                             | Jekatěrina Alexandrovová        | 2 786                           | ▲ 2                             |
| 15.                             | Clara Tausonová (DEN)           | 2 726                           | ▲ 4                             |
| 16.                             | Paula Badosová (ESP)            | 2 564                           | ▼ 4                             |
| 17.                             | Darja Kasatkinová (AUS)         | 2 361                           | ▬                               |
| 18.                             | Belinda Bencicová (SUI)         | 2 265                           | ▲ 1                             |
| 19.                             | Ljudmila Samsonovová            | 2 166                           | ▼ 1                             |
| 20.                             | Beatriz Haddad Maiová (BRA)     | 2 074                           | ▲ 1                             |

| Ženská čtyřhra – 18. srpna 2025 | Ženská čtyřhra – 18. srpna 2025 | Ženská čtyřhra – 18. srpna 2025 | Ženská čtyřhra – 18. srpna 2025 |
| Poř.                            | tenistka                        | body                            | posun                           |
| ------------------------------- | ------------------------------- | ------------------------------- | ------------------------------- |
| 1.                              | Taylor Townsendová (USA)        | 7 940                           | ▬                               |
| 2.                              | Kateřina Siniaková (CZE)        | 7 800                           | ▬                               |
| 3.                              | Jeļena Ostapenková (LAT)        | 7 535                           | ▬                               |
| 4.                              | Sara Erraniová (ITA)            | 6 545                           | ▲ 1                             |
| 4.                              | Jasmine Paoliniová (ITA)        | 6 545                           | ▲ 1                             |
| 6.                              | Veronika Kuděrmetovová          | 6 435                           | ▼ 2                             |
| 7.                              | Erin Routliffeová (NZL)         | 6 155                           | ▬                               |
| 8.                              | Gabriela Dabrowská (CAN)        | 5 700                           | ▲ 5                             |
| 9.                              | Čang Šuaj (CHN)                 | 5 340                           | ▼ 1                             |
| 10.                             | Anna Danilinová (KAZ)           | 5 180                           | ▬                               |
| 11.                             | Sie Šu-wej (TPE)                | 5 141                           | ▬                               |
| 12.                             | Diana Šnajderová                | 5 043                           | ▼ 3                             |
| 13.                             | Elise Mertensová (BEL)          | 4 948                           | ▼ 1                             |
| 14.                             | Mirra Andrejevová               | 4 675                           | ▲ 1                             |
| 15.                             | Ljudmyla Kičenoková (UKR)       | 4 505                           | ▲ 1                             |
| 16.                             | Irina Chromačovová              | 3 958                           | ▲ 1                             |
| 17.                             | Asia Muhammadová (USA)          | 3 845                           | ▼ 3                             |
| 18.                             | Ellen Perezová (AUS)            | 3 840                           | ▲ 1                             |
| 19.                             | Demi Schuursová (NED)           | 3 810                           | ▼ 1                             |
| 20.                             | Kuo Chan-jü (CHN)               | 3 540                           | ▲ 1                             |

### Světové jedničky ve dvouhře
| Světová jednička  | datum nástupu       | datum odchodu |
| ----------------- | ------------------- | ------------- |
| Aryna Sabalenková | začátek sezóny 2025 | úřadující     |

### Světové jedničky ve čtyřhře
| Světová jednička         | datum nástupu       | datum odchodu     |
| ------------------------ | ------------------- | ----------------- |
| Kateřina Siniaková (CZE) | začátek sezóny 2025 | 27. července 2025 |
| Taylor Townsendová (USA) | 28. července 2025   | úřadující         |

### Nová žebříčková maxima
Hráčky, které v sezóně 2025 zaznamenaly kariérní maximum v první padesátce žebříčku WTA (ztučnění u jmen hráček, které v první světové desítce debutovaly a postavení při novém maximu v Top 10):

#### Dvouhra
- Donna Vekićová (na 17. místo 27. ledna)
- Julia Putincevová (na 20. místo 27. ledna)
- Madison Keysová (na 5. místo 24. února)
- Elina Avanesjanová (na 36. místo 17. března)
- Diana Šnajderová (na 11. místo 5. května)
- Mojuka Učidžimová (na 47. místo 5. května)
- Peyton Stearnsová (na 28. místo 19. května)
- Jaqueline Cristianová (na 49. místo 9. června)
- Čeng Čchin-wen (na 4. místo 16. června)
- McCartney Kesslerová (na 30. místo 30. června)
- Mirra Andrejevová (na 5. místo 14. července)
- Amanda Anisimovová (na 7. místo 14. července)
- Linda Nosková (na 23. místo 14. července)
- Ashlyn Kruegerová (na 29. místo 14. července)
- Olga Danilovićová (na 32. místo 14. července)
- Rebecca Šramková (na 33. místo 14. července)
- Tatjana Mariová (na 36. místo 14. července)
- Maya Jointová (na 37. místo 14. července)
- Sonay Kartalová (na 44. místo 14. července)
- Hailey Baptisteová (na 48. místo 14. července)
- Loïs Boissonová (na 44. místo 21. července)
- Clara Tausonová (na 15. místo 11. srpna)
- Victoria Mboková (na 24. místo 11. srpna)
- Jekatěrina Alexandrovová (na 14. místo 18. srpna)
- Jéssica Bouzasová Maneirová (na 40. místo 18. srpna)

#### Čtyřhra
- Kuo Chan-jü (na 30. místo 13. ledna)
- Sofia Keninová (na 21. místo 27. ledna)
- Irina Chromačovová (na 14. místo 3. března)
- Asia Muhammadová (na 8. místo 17. března)
- Ťiang Sin-jü (na 27. místo 9. června)
- Wu Fang-sien (na 28. místo 9. června)
- Katarzyna Piterová (na 49. místo 9. června)
- Diana Šnajderová (na 8. místo 16. června)
- Olivia Nichollsová (na 23. místo 23. června)
- Tereza Mihalíková (na 27. místo 23. června)
- Jasmine Paoliniová (na 4. místo 30. června)
- Anna Danilinová (na 8. místo 30. června)
- Mirra Andrejevová (na 13. místo 30. června)
- Jeļena Ostapenková (na 3. místo 14. července)
- Ljudmila Samsonovová (na 38. místo 14. července)
- Fanny Stollárová (na 42. místo 14. července)
- Taylor Townsendová (na 1. místo 28. července)
- Anna Kalinská (na 37. místo 11. srpna)
- Jekatěrina Alexandrovová (na 45. místo 11. srpna)
- Kuo Chan-jü (na 20. místo 18. srpna)
- Alexandra Panovová (na 22. místo 18. srpna)
- Peyton Stearnsová (na 50. místo 18. srpna)

## Kariérní informace

### Ukončení kariéry
Seznam uvádí tenistky (vítězky turnaje WTA, a/nebo ty, které byly klasifikovány alespoň jeden týden v Top 100 dvouhry a/nebo Top 100 čtyřhry žebříčku WTA), jež ohlásily ukončení profesionální kariéry, neodehrály za více než 52 uplynulých týdnů žádný turnaj, nebo jim byl v sezóně 2025 uložen trvalý zákaz hraní:

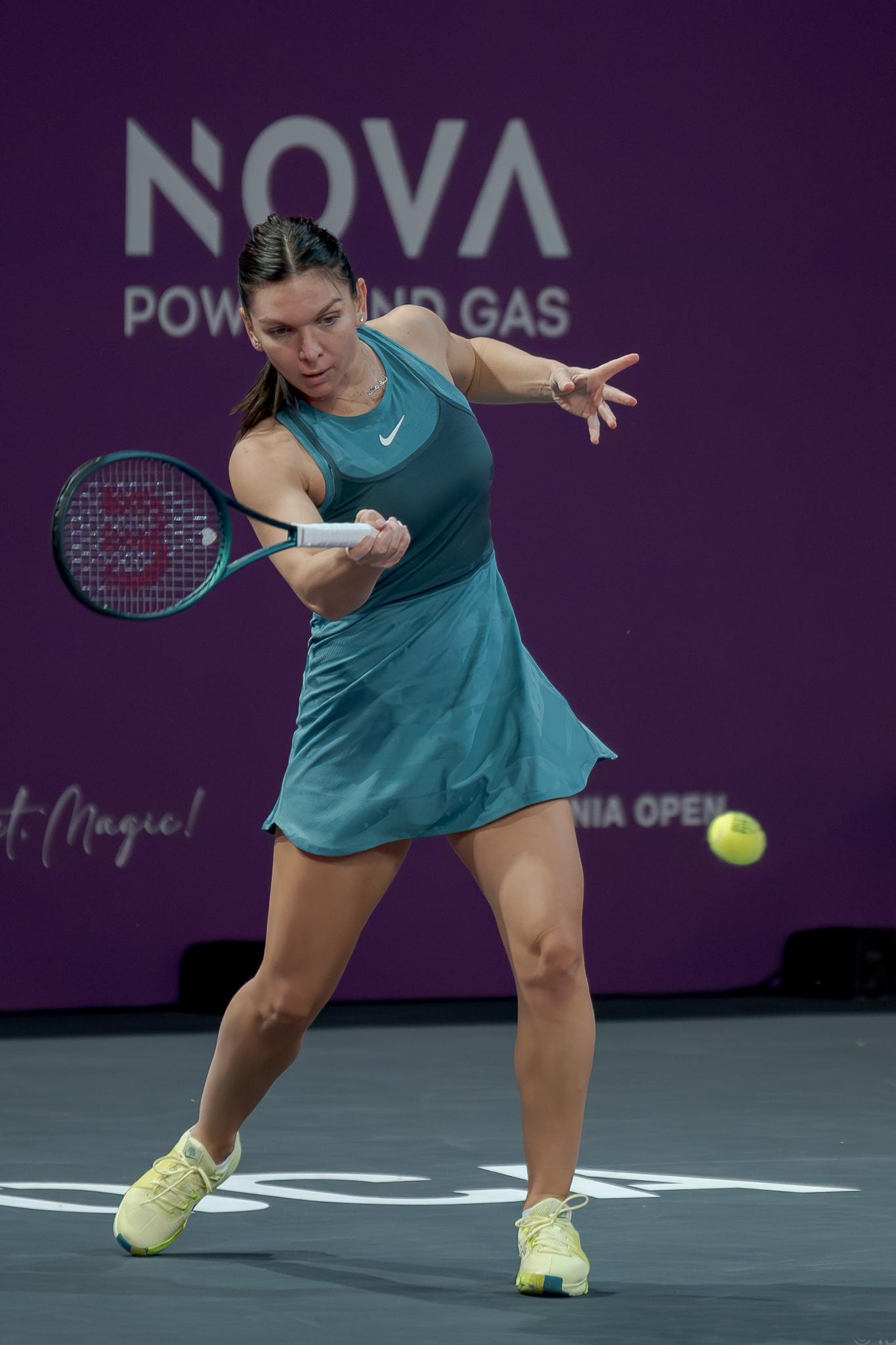
Simona Halepová na Transylvania Open 2025 během posledního zápasu kariéry

- Ysaline Bonaventureová  (* 29. srpna 1994 Rocourt, Lutych, Belgie), profesionálka od roku 2011, ve dvouhře žebříčku WTA nejvýše postavená na 81. místě v květnu 2023 a ve čtyřhře na 57. místě během února 2016. Na okruhu WTA Tour vyhrála dva turnaje ve čtyřhře. Levoruká hráčka ukončila kariéru v kvalifikaci březnového Miami Open 2025 poté, co se potýkala se zraněním kolena.[21][22]
- Simona Halepová (* 27. září 1991 Constanța, Rumunsko), profesionálka od roku 2006, ve dvouhře žebříčku WTA nejvýše postavená na 1. místě v říjnu 2017, jako první rumunská žena na vrcholu klasifikace, a ve čtyřhře na 71. místě během května téhož roku. Na okruhu WTA Tour vyhrála dvacet čtyři singlových turnajů a s Beguovou Shenzhen Open 2018 ve čtyřhře. V rámci grandslamu triumfovala na French Open 2018 a ve Wimbledonu 2019. První tři grandslamová finále prohrála, na French Open 2014 a 2017 i Australian Open 2018. Do semifinále postoupila na US Open 2015. Ve dvou obdobích strávila na čele klasifikace 64 týdnů. Sezóny 2017 a 2018 završila jako konečná světová jednička. Mezi lednem 2014 a červencem 2021 figurovala v první světové desítce 373 týdnů bez přerušení, což ji při konci kariéry řadilo na 8. místo historických statistik. Jako první od Grafové v roce 1986 vybojovala prvních šest singlových trofejí v jedné sezóně. V říjnu 2022 byla dočasně suspendována po pozitivním testu na roxadustat během US Open 2022. V květnu 2023 byly zjištěny nesrovnalosti v jejím biologickém pasu. Nezávislý tribunál v září 2023 potvrdil obě pochybení a uložil jí trest zákazu činnosti na dobu čtyř let od jejího suspendování, do roku 2026. V březnu 2024 uspěla s odvoláním u Mezinárodní sportovní arbitráže, která jí snížila trest na devět měsíců, s uplynutím předmětné doby v červenci 2023. Na okruzích tak absentovala mezi zářijovým US Open 2022 a březnovým Miami Open 2024. Profesionální dráhu završila na únorovém Transylvania Open 2025 v Kluži,[23][24] k danému datu jako třetí nejvýdělečnější tenistka historie za Serenou a Venus Williamsovými, se ziskem 40,2 milionů dolarů.[25]

### Přerušení kariéry

#### Mateřství
Následující tenistky přerušily kariéru pro mateřství.
- Sabine Lisická (* 	22. září 1989 Troisdorf, Spolková republika Německo)[26]
- Alison Riskeová-Amritrajová (* 3. července 1990 Pittsburgh, Spojené státy americké)[27]

### Obnovení kariéry
- Petra Kvitová (* 8. března 1990 Bílovec, Československo), po narození syna se na okruh vrátila únorovým ATX Open 2025 v Austinu, když naposledy předtím odehrála říjnový China Open 2023.[28]

## Rozpis bodů
Tabulka přidělovaných bodů hráčkám na turnajích okruhu WTA Tour 2025.
| WTA Tour 2025 | WTA Tour 2025 | WTA Tour 2025                             | WTA Tour 2025                             | WTA Tour 2025                                                     | WTA Tour 2025                                                     | WTA Tour 2025                                                     | WTA Tour 2025                                                     | WTA Tour 2025                                                     | WTA Tour 2025                                                     | WTA Tour 2025                                                     | WTA Tour 2025                                                     | WTA Tour 2025                                                     | WTA Tour 2025 | WTA Tour 2025 |
| ↓kategorie / fáze→ | vítězky       | finalistky                                | semifinalistky                            | čtvrtfinalistky                                                   | 16 v kole                                                         | 32 v kole                                                         | 64 v kole                                                         | 128 v kole                                                        | QV                                                                | Q3                                                                | Q2                                                                | Q1                                                                |               |               |
| --- | ------------- | ----------------------------------------- | ----------------------------------------- | ----------------------------------------------------------------- | ----------------------------------------------------------------- | ----------------------------------------------------------------- | ----------------------------------------------------------------- | ----------------------------------------------------------------- | ----------------------------------------------------------------- | ----------------------------------------------------------------- | ----------------------------------------------------------------- | ----------------------------------------------------------------- | ------------- | ------------- |
| Grand Slam (D) | 2000          | 1300                                      | 780                                       | 430                                                               | 240                                                               | 130                                                               | 70                                                                | 10                                                                | 40                                                                | 30                                                                | 20                                                                | 2                                                                 |               |               |
| Grand Slam (Č) | 2000          | 1300                                      | 780                                       | 430                                                               | 240                                                               | 130                                                               | 10                                                                | —                                                                 | 40                                                                | —                                                                 | —                                                                 | –                                                                 |               |               |
| WTA Finals (D/Č) | 1500(max)     | 1080(max)                                 | 750(max)                                  | (250 za každou výhru ve skupině, 125 za každou prohru ve skupině) | (250 za každou výhru ve skupině, 125 za každou prohru ve skupině) | (250 za každou výhru ve skupině, 125 za každou prohru ve skupině) | (250 za každou výhru ve skupině, 125 za každou prohru ve skupině) | (250 za každou výhru ve skupině, 125 za každou prohru ve skupině) | (250 za každou výhru ve skupině, 125 za každou prohru ve skupině) | (250 za každou výhru ve skupině, 125 za každou prohru ve skupině) | (250 za každou výhru ve skupině, 125 za každou prohru ve skupině) | (250 za každou výhru ve skupině, 125 za každou prohru ve skupině) |               |               |
| WTA 1000 (96D/48Q) | 1000          | 650                                       | 390                                       | 215                                                               | 120                                                               | 65                                                                | 35                                                                | 10                                                                | 30                                                                | –                                                                 | 20                                                                | 2                                                                 |               |               |
| WTA 1000 (56D/32Q) | 1000          | 650                                       | 390                                       | 215                                                               | 120                                                               | 65                                                                | 10                                                                | –                                                                 | 30                                                                | –                                                                 | 20                                                                | 2                                                                 |               |               |
| WTA 1000 (32D/28Č) | 1000          | 650                                       | 390                                       | 215                                                               | 120                                                               | 10                                                                | –                                                                 | –                                                                 | –                                                                 | –                                                                 | –                                                                 | –                                                                 |               |               |
| WTA 500 (48D/24Q) | 500           | 325                                       | 195                                       | 108                                                               | 60                                                                | 32                                                                | 1                                                                 | –                                                                 | 25                                                                | –                                                                 | 13                                                                | 1                                                                 |               |               |
| WTA 500 (30,28D/24,16Q) | 500           | 325                                       | 195                                       | 108                                                               | 60                                                                | 1                                                                 | –                                                                 | –                                                                 | 25                                                                | –                                                                 | 13                                                                | 1                                                                 |               |               |
| WTA 500 (24Č) | 500           | 325                                       | 195                                       | 108                                                               | 60                                                                | 1                                                                 | –                                                                 | –                                                                 | –                                                                 | –                                                                 | –                                                                 | –                                                                 |               |               |
| WTA 500 (16Č) | 500           | 325                                       | 195                                       | 108                                                               | 1                                                                 | –                                                                 | –                                                                 | –                                                                 | –                                                                 | –                                                                 | –                                                                 | –                                                                 |               |               |
| WTA 250 (32D/24,16Q) | 250           | 163                                       | 98                                        | 54                                                                | 30                                                                | 1                                                                 | –                                                                 | –                                                                 | 18                                                                | –                                                                 | 12                                                                | 1                                                                 |               |               |
| WTA 250 (16Č) | 250           | 163                                       | 98                                        | 54                                                                | 1                                                                 | –                                                                 | –                                                                 | –                                                                 | –                                                                 | –                                                                 | –                                                                 | –                                                                 |               |               |
| United Cup | 500(max)      | podrobný rozpis bodů, viz United Cup 2025 | podrobný rozpis bodů, viz United Cup 2025 | podrobný rozpis bodů, viz United Cup 2025                         | podrobný rozpis bodů, viz United Cup 2025                         | podrobný rozpis bodů, viz United Cup 2025                         | podrobný rozpis bodů, viz United Cup 2025                         | podrobný rozpis bodů, viz United Cup 2025                         | podrobný rozpis bodů, viz United Cup 2025                         | podrobný rozpis bodů, viz United Cup 2025                         | podrobný rozpis bodů, viz United Cup 2025                         | podrobný rozpis bodů, viz United Cup 2025                         |               |               |
| QV – vítězka kvalifikace, Q1–3 – 1. až 3. kolo kvalifikace, (xD/Q/Č) – „x“ počet hráček v soutěži dvouhry/kvalifikace/čtyřhry, max – maximální hodnota |               |                                           |                                           |                                                                   |                                                                   |                                                                   |                                                                   |                                                                   |                                                                   |                                                                   |                                                                   |                                                                   |               |               |